# تومويوشي تسورومي
تومويوشي تسورومي (باليابانية: 鶴見 智美) (مواليد 12 أكتوبر 1979)، هو لاعب كرة قدم ياباني سابق كان يلعب كلاعب وسط.

## وصلات خارجية
- تومويوشي تسورومي على موقع رابطة كرة القدم اليابانية للمحترفين (اليابانية)
- تومويوشي تسورومي على موقع قاعدة بيانات كرة القدم.إي يو (الإنجليزية)
- تومويوشي تسورومي على موقع عالم كرة القدم.نت (الإنجليزية)